# Gigi (film 1958)
Gigi è un film del 1958 diretto da Vincente Minnelli.
La pellicola è l'adattamento cinematografico dell'omonimo romanzo di Colette, vincitore di nove Premi Oscar, fra cui quello per il miglior film.
La colonna sonora raggiunge la prima posizione nella Billboard 200 per tre settimane.
Negli Stati Uniti il film è uscito il 15 maggio del 1958 mentre in Italia il 30 gennaio del 1959.

## Trama
Nella Parigi del 1900, al parco del Bois de Boulogne, il gentiluomo Honoré Lachaille racconta di come molte persone si sposino a Parigi, ma non tutte: ci sono alcune che non si sposeranno e alcune che non si sposano. Ma a Parigi quelli che non si sposeranno sono di solito gli uomini, mentre quelle che non si sposano sono di solito le donne. Il matrimonio quindi non è l'unica alternativa per i ricchi e raffinati giovani come suo nipote Gaston Lachaille, che, annoiato dalla vita, passa il suo tempo a casa di Madame Alvarez, da lui chiamata affettuosamente Mamita, con la quale vive la nipote Gilberte, soprannominata Gigi, una spensierata e precoce adolescente. Mamita è molto protettiva e attenta verso la ragazza poiché l'ha cresciuta lei, in quanto la madre, una modesta cantante lirica che vive insieme a loro (nel film non si vede mai e si odono solo i suoi gorgheggi), non è mai stata in grado di accudirla come si deve.

Isabel Jeans, Leslie Caron ed Hermione Gingold in una scena del film

La signora Alvarez, seguendo la tradizione di famiglia, manda Gigi dalla raffinata sorella Alicia affinché sia educata come cortigiana e impari a destreggiarsi nella sfarzosa vita di corte. Per zia Alicia l'amore e la ricchezza sono una sicurezza per il futuro della nipote Gigi; la ragazza, inizialmente, non capisce perché le venga fatto imparare tutto questo ed è impacciata e disinteressata;
le piace passare il tempo con Gaston, il quale, dopo un pubblico imbarazzo, decide di concedersi una vacanza al mare. Gigi scommette a carte con Gaston e lo sfida: se lo batterà, Gaston porterà Mamita con sé in vacanza. Gigi vince.
Una volta al mare, Gigi e Gaston passano molto tempo insieme, mentre Honoré e Mamita ricordano dolcemente i loro tempi passati, quando erano fidanzati.
Una volta ritornati dalla breve vacanza, Gigi riprende la sua vita infelice presso la zia. Un giorno Gaston vede Gigi con uno splendido abito bianco, le dice che gli sembra ridicolo e se ne va in malo modo, ma poi ritorna e decide di andare a prendere un tè con lei per farsi perdonare; ma Mamita non è d'accordo perché quell'atto potrebbe danneggiare la reputazione futura di Gigi.
Gaston perciò vaga infuriato per le strade di Parigi e, rendendosi conto di essersi innamorato perdutamente di Gigi, ritorna da lei e chiede a Mamita se può prenderla come sua signora, promettendole lusso e cortesia. Gigi in un primo tempo rifiuta ma poi, rendendosi conto che vivrebbe una vita infelice senza di lui, perché innamorata anche lei, alla fine accetta.
Honoré Lachaille, nuovamente al Bois de Boulogne, osserva allegramente e con orgoglio Gigi, ormai nobildonna, e Gaston salire su d'una carrozza; la coppia è elegante, graziosa e felicemente sposata.

## Produzione
Contrariamente a quanto si faceva al tempo con i film musicali, le riprese sono state effettuate nei luoghi stessi in cui si svolge la storia, scegliendo di non ricostruire le scene negli studio.

## Riconoscimenti
- 1959 – Premio Oscar
  - Miglior film a Arthur Freed
  - Migliore regia a Vincente Minnelli
  - Migliore sceneggiatura non originale a Alan Jay Lerner
  - Migliore fotografia a Joseph Ruttenberg
  - Migliore scenografia a William A. Horning, E. Preston Ames, Henry Grace e F. Keogh Gleason
  - Migliori costumi a Cecil Beaton
  - Miglior montaggio a Adrienne Fazan
  - Miglior colonna sonora a André Previn
  - Miglior canzone (Gigi) a Frederick Loewe e Alan Jay Lerner
- 1959 – Golden Globe
  - Miglior film commedia o musicale
  - Migliore regia a Vincente Minnelli
  - Miglior attrice non protagonista a Hermione Gingold
  - Candidatura al miglior attore in un film commedia o musicale a Maurice Chevalier
  - Candidatura al miglior attore in un film commedia o musicale a Louis Jourdan
  - Candidatura alla miglior attrice in un film commedia o musicale a Leslie Caron
- 1959 – David di Donatello
  - Miglior film straniero
- 1960 – Premio BAFTA
  - Candidatura al miglior film a Vincente Minnelli
- 1958 – National Board of Review Award
  - Migliori dieci film
- 1959 – Directors Guild of America
  - Migliore regia a Vincente Minnelli e George Vieira (Assistente Regista)
- 1959 – Grammy Award
  - Miglior colonna sonora ad André Previn
- 1959 – Laurel Award
  - Miglior film musicale
  - Miglior performance musicale a Leslie Caron
  - Candidatura alla miglior performance musicale a Louis Jourdan
  - Candidatura alla miglior performance musicale a Maurice Chevalier
  - Candidatura alla miglior performance musicale a Hermione Gingold
  - Candidatura alla migliore fotografia a Joseph Ruttenberg
  - Candidatura alla miglior canzone (Gigi) a Frederick Loewe e Alan Jay Lerner
- 1958 – Photoplay Award
  - Medaglia d'Oro
- 1959 – Writers Guild of America
  - Migliore sceneggiatura ad Alan Jay Lerner

Nel 1991 è stato scelto per la conservazione nel National Film Registry della Biblioteca del Congresso degli Stati Uniti.

## Citazioni e riferimenti
Sulla copertina originale dell'album Ummagumma dei Pink Floyd è possibile vedere la copertina della colonna sonora della pellicola proprio ai piedi di David Gilmour, sopra la scritta col nome del gruppo; tale dettaglio è stato però omesso sulla copertina della versione americana dell'album.